# Markku Ruotsila

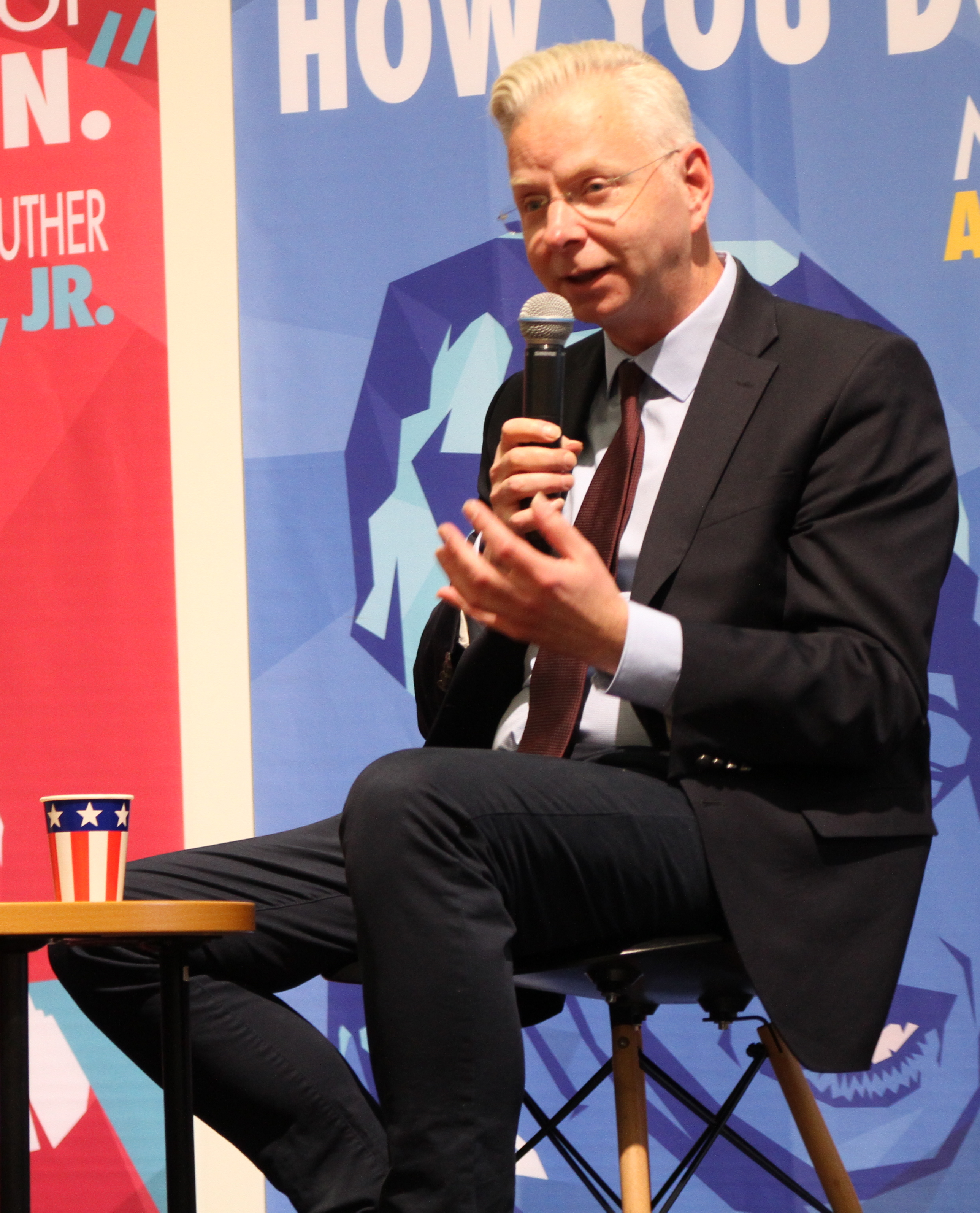
Markku Ruotsila

Markku Ruotsila (1969) es un historiador finés.
Es autor de obras como British and American Anticommunism before the Cold War (Taylor & Francis, 2001); Churchill and Finland: A Study in Anti-Communism and Geopolitics (Routledge, 2005); John Spargo and American Socialism (Palgrave, 2006), una biografía del socialista John Spargo; The Origins of Christian Anti-Internationalism: Conservative Evangelicals and the League of Nations (Georgetown University Press, 2008); o Yhdysvaltain kristillinen oikeisto (Gaudeamus, 2008); entre otras.